# حركة إنصاف
حركة إنصاف هي حزب سياسي ديمقراطي اجتماعي في ليبيا. يرأس الحزب محمد العريشية وتأسس في أوائل عام 2014. ويدافع الحزب عن حقوق العمال والعلمانية والنسوية وحل الميليشيات. مؤسسه وقائده الحالي هو العضو الوحيد في المجلس الرئاسي.

## أيديولوجيا
تستشهد الحركة بالديمقراطية الاجتماعية ونموذج الشمال كمصدر إلهام لبرنامجها السياسي. وهي تعارض الخصخصة وتحذر من عواقب الاقتراض من صندوق النقد الدولي.